# Козеріг (геральдика)
Козеріг — один негеральдичні фігура у геральдиці, яка зображає альпійського козла з рогами, що має хвилясті, принаймні з верхньої сторони роги.
Геральдична тварина зазвичай зображується на гербі дивлячись праворуч (геральдичний) і стоячи прямо на двох задніх лапах.

## Опис
Популярний колір козерога зазвичай чорний, буваєсрібний і рідко золотий. На багатьох гербах, як і інші геральдичні тварини, він тримає прапори, ключі та подібні символи. Стоячи на горі чи тригорі, козерога легко впізнати. Так, місто Бергюн має козерога з мечем на тригорі, Санкт-Леонгард-ім-Пітцталь — двох тварин у змішаних кольорах.
Озброєння може бути іншим, але не завжди. Крім рогів і копит, бажано пофарбувати в інший колір (тинктуру) язик і геніталії. Наприклад, герб муніципалітету Гебертсгаузен містить козерога із синім язиком. Колірна варіація геніталій описується як орнаментована (показ геніталій) або без прикрас (без них) у геральдичних фігурах.
На гербі роги часто не зображені парами. Ріг із шліфом (у геральдиці — малюнок на розі, схожий на лист конюшини) заповнює геральдичне поле.
На верхньому гербі козеріг переважно зростає. Прикладом може служити герб родини німецької шляхетської Бредових.
Особливу символічну силу козерога неможливо вивести з описів герба (блазонів). Його поширення в гербах часто обмежується місцем проживання у природі.
Козерога з риб'ячим хвостом можна побачити на реверсі денарія (монети) Октавіана Августа, викарбуваного в Іспанії між 18 і 16 роками до н. Цю тварину оточують ріг достатку, глобус і стерно.

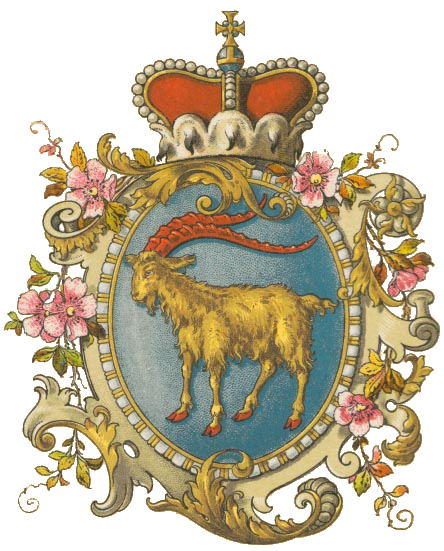
Герб Істрії
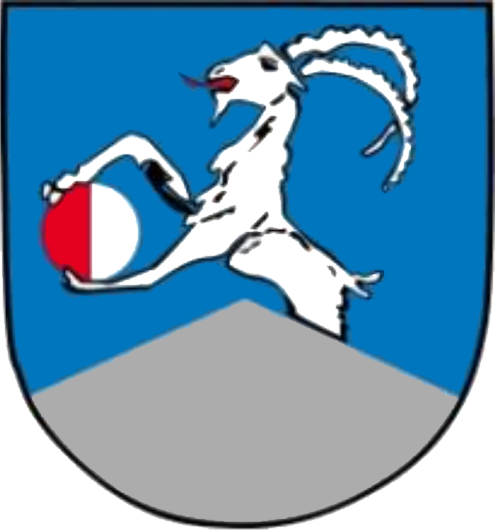
Козеріг на гербі Нойкірхен-ам-Гросфенедігера
Гоенемс
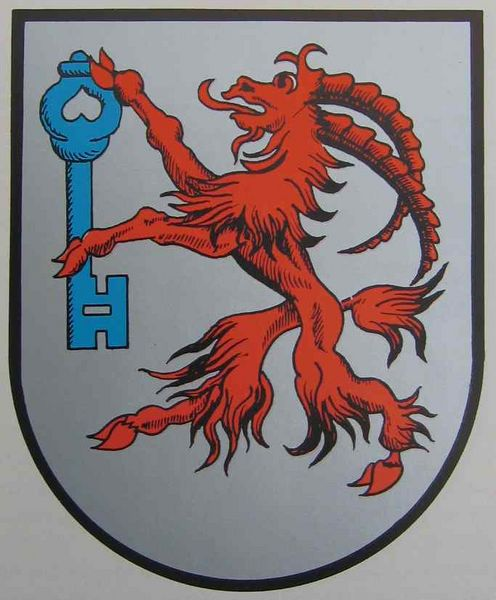
Зустрічається не тільки в Альпах: Боденбург/Нижня Саксонія